# 朝日アマチュア囲碁名人戦
朝日アマチュア囲碁名人戦（あさひアマチュアいごめいじんせん）は、囲碁のアマチュア棋士日本一を決める大会。2006年に開始し、年1回開催。前身は朝日アマ囲碁十傑戦。

## アマ名人戦
- 2006年より開催。第1回は決勝一番勝負、第2回より三番勝負の挑戦手合制となっている。優勝者がプロ入りのため退位した場合は挑戦手合は行われず、トーナメント優勝者がアマ名人となる。
- 各都道府県の予選を勝ち抜いた都道府県代表選手及び招待選手のトーナメントにより、挑戦者を決定する。招待選手は、前回の準優勝者、過去5回のポイント上位5人、及び女流1名、学生代表1名及び主催者推薦1名。第6回は、女流選出の対象棋戦である直前の女流アマ選手権が東日本大震災の影響で中止となったため、女流選出はなかった。
- 優勝者のうち、これまで5名が後にプロ入りを果たしている（尹春浩、洪マルグンセム、常石隆志、洪奭義、大表拓都）。

### 歴代優勝者と挑戦手合
左が優勝者。
1. 2006年 尹春浩 - 中園清三
2. 2007年 洪マルグンセム 2-1 尹春浩
3. 2008年 尹春浩 2-1 洪マルグンセム
4. 2009年 常石隆志 2-1 尹春浩
5. 2010年 常石隆志 2-1 河成奉
6. 2011年 洪奭義 - 永代和盛（常石隆志がプロ入りしたため、トーナメント優勝者がアマ名人）
7. 2012年 洪奭義 2-0 河成奉
8. 2013年 洪奭義 2-0 呉柏毅
9. 2014年 洪奭義 2-0 角田大典
10. 2015年 大表拓都 - 芝野龍之介（洪奭義がプロ入りしたため、トーナメント優勝者がアマ名人）
11. 2016年 平野翔大 - 村上深 （大表拓都がプロ入りしたため、トーナメント優勝者がアマ名人）
12. 2017年 大関稔 2-0 平野翔大
13. 2018年 栗田佳樹 2-1 大関稔
14. 2019年 大関稔 2-0 栗田佳樹
15. 2021年 大関稔 2-0 北芝礼（COVID-19の影響で2020年は中止、2年ぶりの開催となった[1]）
16. 2022年 大関稔 2-0 柳田朋哉
17. 2023年 大関稔 2-1 夏冰
18. 2024年 夏冰 2-1 大関稔
19. 2025年 夏冰 2-0 栗田佳樹

### プロ・アマ名人戦
アマ名人とプロの名人による対抗戦が毎年行われている。毎年3月頃に開催されており、前年のアマ名人と名人で一番勝負を行う。アマ名人が黒を持ち、黒6目半コミもらいで1戦する。第5回は、2011年3月18日に予定されていたが直前の東日本大震災による影響で中止となった。
1. 2007年 尹春浩 ×-○ 高尾紳路
2. 2008年 洪マルグンセム ○-× 張栩
3. 2009年 尹春浩 ○-× 張栩
4. 2010年 常石隆志 ○-× 井山裕太
5. 2011年 中止
6. 2012年 洪奭義 ×-○ 山下敬吾
7. 2013年 洪奭義 ×-○ 山下敬吾
8. 2014年 洪奭義 ×-○ 井山裕太
9. 2015年 洪奭義 ×-○ 井山裕太
10. 2016年 大表拓都 ×-○ 井山裕太
11. 2017年 平野翔大 ×-○ 高尾紳路
12. 2018年 大関稔 ×-○ 井山裕太
13. 2019年 栗田佳樹 ×-○ 張栩
14. 2020年 大関稔 ○-× 芝野虎丸
15. 2022年 大関稔 ×-○ 井山裕太
16. 2023年 大関稔 ○-× 芝野虎丸
17. 2024年 大関稔 ×-○ 芝野虎丸
18. 2025年 夏冰 ×-○ 一力遼

## 朝日アマ囲碁十傑戦
アマ名人戦の前身。1961年から2005年まで開催。略してアマ十傑とも言う。全国大会、県予選において、それぞれ1位から10位までの順位戦を行うのが特徴。優勝者をアマ名人と呼ぶこともあったが、俗称であり正式な呼称ではなかった。

### 出場選手
各都道府県の予選を勝ち抜いた都道府県代表選手、及び1971年からは招待選手が出場する。招待選手は、過去2回の優勝者、及び女流、学生の代表。

### 過去の優勝者
1. 1961年 安藤英雄（千葉）
2. 1962年 平田博則（東京）
3. 1963年 村上文祥（東京）
4. 1964年 原田実（東京）
5. 1965年 原田実（東京）
6. 1966年 石井成幸（群馬）
7. 1967年 村上文祥（東京）
8. 1968年 菊池康郎（神奈川）
9. 1969年 村上文祥（東京）
10. 1970年 平田博則（東京）
11. 1971年 村上文祥（招待）
12. 1972年 西村修（招待）
13. 1973年 平田博則（招待）
14. 1974年 村上文祥（招待）
15. 1975年 三浦浩（招待）
16. 1976年 三浦浩（招待）
17. 1977年 菊池康郎（招待）
18. 1978年 平田博則（招待）
19. 1979年 今村文明（宮城）
20. 1980年 菊池康郎（招待）
21. 1981年 菊池康郎（招待）
22. 1982年 中園清三（埼玉）
23. 1983年 中園清三（埼玉）
24. 1984年 村上文祥（福岡）
25. 1985年 小森祥嗣（福岡）
26. 1986年 原田実（招待）
27. 1987年 菊池康郎（招待）
28. 1988年 原田実（招待）
29. 1989年 中園清三（招待）
30. 1990年 中園清三（招待）
31. 1991年 菊池康郎（招待）
32. 1992年 三浦浩（招待）
33. 1993年 中園清三（招待）
34. 1994年 平田博則（招待）
35. 1995年 鮫島一郎（東京）
36. 1996年 平岡聡（静岡）
37. 1997年 菊池康郎（招待）
38. 1998年 菊池康郎（招待）
39. 1999年 木下暢暁（京都）
40. 2000年 菊池康郎（招待）
41. 2001年 中園清三（招待）
42. 2002年 多賀文吾（京都）
43. 2003年 多賀文吾（京都）
44. 2004年 王劭（愛知）
45. 2005年 田中伸拓（滋賀）

### アマプロ対抗戦
1968年から1982年まで、アマ十傑とプロ棋士の対抗戦が毎年行われた。プロ側出場者は、1975年まではプロ十傑戦の入賞者、1976年は名人及び名人リーグ参加者、1977年以降は選抜棋士。手合割は、1976年までは先番3目コミもらいまたは二子、1977年以降は定先。
対戦成績
- 1968年（アマ3勝7敗）
  - 1. 菊池康郎 ×-○ 藤沢秀行（アマ先番3目コミもらい）
  - 2. 村上文祥 ×-○ 坂田栄男（アマ二子）
  - 3. 西村修 ×-○ 山部俊郎（アマ二子）
  - 4. 野田浩次 ×-○ 高川秀格（アマ二子）
  - 5. 二口外義 ×-○ 林海峰（アマ二子）
  - 6. 豊田洸夫 ×-○ 呉清源（アマ二子）
  - 7. 川村容三 ○-× 宮下秀洋（アマ二子）
  - 8. 井上要 ×-○ 武宮正樹（アマ二子）
  - 9. 今村正道 ○-× 橋本昌二（アマ二子）
  - 10. 原田実 ○-× 半田道玄（アマ先番3目コミもらい）
- 1969年（アマ3勝7敗）
  - 1. 村上文祥 ○-× 坂田栄男（アマ先番3目コミもらい）
  - 2. 平田博則 ×-○ 林海峰（アマ二子）
  - 3. 菊池康郎 ○-× 高川秀格（アマ二子）
  - 4. 山下定男 ×-○ 藤沢秀行（アマ二子）
  - 5. 赤松正弘 ×-○ 武宮正樹（アマ二子）
  - 6. 京極文一 ×-○ 橋本昌二（アマ二子）
  - 7. 池上清隆 ×-○ 大竹英雄（アマ二子）
  - 8. 干場一徳 ×-○ 久井敬史（アマ二子）
  - 9. 原田実 ○-× 橋本宇太郎（アマ二子）
  - 10. 今村文明 ×-○ 本田邦久（アマ二子）
- 1970年（アマ4勝6敗）
  - 1. 平山博則 ○-× 橋本宇太郎（アマ先番3目コミもらい）
  - 2. 村上文祥 ×-○ 加藤正夫（アマ先番3目コミもらい）
  - 3. 岩城公順 ×-○ 大竹英雄（アマ二子）
  - 4. 西村修 ○-× 石田芳夫（アマ二子）
  - 5. 下地玄忠 ×-○ 呉清源（アマ二子）
  - 6. 端山省三 ○-× 梶原武雄（アマ二子）
  - 7. 田岡敬一 ×-○ 橋本昌二（アマ二子）
  - 8. 原浦健治 ×-○ 茅野直彦（アマ二子）
  - 9. 原田実 ○-× 高川秀格（アマ二子）（原田は菊池康郎の代打ち）
  - 10. 池上清隆 ×-○ 坂田栄男（アマ二子）
- 1971年（アマ4勝4敗2ジゴ）
  - 1. 村上文祥 △-△ 石田芳夫（アマ先番3目コミもらい）
  - 2. 西村修 ○-× 梶原武雄（アマ先番3目コミもらい）
  - 3. 原田実 ○-× 林海峰（アマ二子）
  - 4. 菊池康郎 ×-○ 大竹英雄（アマ二子）
  - 5. 平田博則 △-△ 橋本昌二（アマ二子）
  - 6. 金沢盛栄 ○-× 橋本宇太郎（アマ二子）
  - 7. 豊田洸夫 ×-○ 坂田栄男（アマ二子）
  - 8. 田中靖久 ×-○ 木谷禮子（アマ二子）
  - 9. 今村文明 ○-× 藤沢秀行（アマ二子）
  - 10. 鳴海直 ×-○ 高川秀格（アマ二子）
- 1972年（アマ2勝7敗1ジゴ）
  - 1. 西村修 ×-○ 石田芳夫（アマ先番3目コミもらい）
  - 2. 菊池康郎 ×-○ 岩田達明（アマ先番3目コミもらい）
  - 3. 村上文祥 ×-○ 坂田栄男（アマ二子）
  - 4. 今村正道 ○-× 橋本宇太郎（アマ二子）
  - 5. 竹内一雄 ○-× 島村俊宏（アマ二子）
  - 6. 金藤兵蔵 ×-○ 半田道玄（アマ二子）
  - 7. 村岡利彦 ×-○ 杉内雅男（アマ二子）
  - 8. 二口外義 ×-○ 藤沢秀行（アマ二子）
  - 9. 玉山光雄 ×-○ 武宮正樹（アマ二子）
  - 10. 杉浦電太 △-△ 高川秀格（アマ二子）
- 1973年（アマ5勝5敗）
  - 1. 平田博則 ×-○ 林海峰（アマ先番3目コミもらい）
  - 2. 村上文祥 ○-× 橋本宇太郎（アマ先番3目コミもらい）
  - 3. 岩城公順 ×-○ 高川秀格（アマ二子）
  - 4. 西村修 ○-× 藤沢秀行（アマ二子）
  - 5. 中園清三 ○-× 坂田栄男（アマ二子）
  - 6. 三浦浩 ○-× 杉内雅男（アマ二子）
  - 7. 原田実 ×-○ 石田芳夫（アマ二子）
  - 8. 吉村正之 ×-○ 趙治勲（アマ二子）
  - 9. 菊池康郎 ○-× 大竹英雄（アマ二子）
  - 10. 竹内一雄 ×-○ 羽根泰正（アマ二子）
- 1974年（アマ6勝4敗）
  - 1. 村上文祥 ×-○ 林海峰（アマ先番3目コミもらい）
  - 2. 平田博則 ○-× 武宮正樹（アマ二子）
  - 3. 原田実 ×-○ 加藤正夫（アマ二子）
  - 4. 菊池康郎 ○-× 石田芳夫（アマ二子）
  - 5. 三浦浩 ○-× 橋本宇太郎（アマ二子）
  - 6. 笹田惟之 ○-× 羽根泰正（アマ二子）
  - 7. 竹原金太郎 ×-○ 大竹英雄（アマ二子）
  - 8. 石丸不二太 ×-○ 坂田栄男（アマ二子）
  - 9. 中園清三 ○-× 大平修三（アマ二子）
  - 10. 二口外義 ○-× 趙治勲（アマ二子）
- 1975年（アマ4勝6敗）
  - 1. 三浦浩 ×-○ 趙治勲（アマ先番3目コミもらい）
  - 2. 平田博則 ○-× 加藤正夫（アマ二子）
  - 3. 鳴海直 ×-○ 林海峰（アマ二子）
  - 4. 西村修 ×-○ 小林光一（アマ二子）
  - 5. 趙祺衍 ×-○ 藤沢秀行（アマ二子）
  - 6. 村岡利行 ×-○ 梶原武雄（アマ二子）
  - 7. 菊池康郎 ○-× 大竹英雄（アマ二子）
  - 8. 笹田惟之 ○-× 橋本昌二（アマ二子）
  - 9. 金沢盛栄 ○-× 山部俊郎（アマ二子）（山部は坂田栄男の代打ち）
  - 10. 今村文明 ×-○ 大平修三（アマ二子）
- 1976年（アマ4勝6敗）
  - 1. 三浦浩 ×-○ 大竹英雄（アマ先番3目コミもらい）
  - 2. 村上文祥 ○-× 石田芳夫（アマ二子）
  - 3. 平田博則 ○-× 藤沢秀行（アマ二子）
  - 4. 玉山光雄 ×-○ 坂田栄男（アマ二子）
  - 5. 菊池康郎 ○-× 橋本宇太郎（アマ二子）
  - 6. 金沢盛栄 ×-○ 林海峰（アマ二子）
  - 7. 金藤兵蔵 ×-○ 山部俊郎（アマ二子）
  - 8. 荒井一十代 ○-× 窪内秀知（アマ二子）
  - 9. 中園清三 ×-○ 梶原武雄（アマ二子）
  - 10. 原田実 ×-○ 工藤紀夫（アマ二子）
- 1977年（アマ6勝4敗）
  - 1. 菊池康郎 ○-× 羽根泰正（アマ定先）
  - 2. 今村文明 ○-× 久保勝昭（アマ定先）
  - 3. 金藤兵蔵 ×-○ 上村陽生（アマ定先）
  - 4. 遠藤喜久夫 ○-× 長谷川直（アマ定先）
  - 5. 原田実 ○-× 小林覚（アマ定先）
  - 6. 三浦浩 ×-○ 新垣武（アマ定先）
  - 7. 竹内一雄 ×-○ 橋本雄二郎（アマ定先）
  - 8. 丸山辰雄 ×-○ 郡寿男（アマ定先）
  - 9. 西村修 ○-× 王立誠（アマ定先）
  - 10. 玉山光雄 ○-× 清成哲也（アマ定先）
- 1978年（アマ4勝6敗）
  - 1. 平田博則 ×-○ 淡路修三（アマ定先）
  - 2. 村岡利彦 ○-× 金島忠（アマ定先）
  - 3. 菊池康郎 ○-× 川村和憲（アマ定先）
  - 4. 西村修 ×-○ 山城宏（アマ定先）
  - 5. 三浦浩 ○-× 郡寿男（アマ定先）
  - 6. 田口哲朗 ×-○ 上村陽生（アマ定先）
  - 7. 唐木田憲嗣 ×-○ 片岡聡（アマ定先）
  - 8. 松田実 ○-× 堀田陽三（アマ定先）
  - 9. 金沢盛栄 ×-○ 小林覚（アマ定先）
  - 10. 笠原洋一郎 ×-○ 園田泰隆（アマ定先）
- 1979年（アマ7勝2敗1ジゴ）
  - 1. 今村文明 ×-○ 佐藤昌晴（アマ定先）
  - 2. 村上文祥 ○-× 星川信明（アマ定先）
  - 3. 金沢盛栄 ○-× 小川誠子（アマ定先）
  - 4. 小森祥嗣 ×-○ 小林健二（アマ定先）
  - 5. 菊池康郎 ○-× 田中秀春（アマ定先）
  - 6. 平田博則 ○-× 清成哲也（アマ定先）
  - 7. 金沢東栄 △-△ 神田英（アマ定先）
  - 8. 三浦浩 ○-× 伊藤庸二（アマ定先）
  - 9. 吉村正之 ○-× 鳴沢泰彦（アマ定先）
  - 10. 原田実 ○-× 小松藤夫（アマ定先）
- 1980年（アマ4勝6敗）
  - 1. 菊池康郎 ×-○ 山城宏（アマ定先）
  - 2. 金沢盛栄 ×-○ 片岡聡（アマ定先）
  - 3. 村上文祥 ×-○ 長谷川直（アマ定先）
  - 4. 三浦浩 ○-× 浅野英昭（アマ定先）
  - 5. 西村修 ○-× 橋本雄二郎（アマ定先）
  - 6. 平田博則 ×-○ 新垣武（アマ定先）
  - 7. 原田実 ×-○ 王立誠（アマ定先）
  - 8. 小林国雄 ○-× 松岡章（アマ定先）
  - 9. 今村文明 ×-○ 金川正明（アマ定先）
  - 10. 吉村正之 ○-× 黄孟正（アマ定先）
- 1981年（アマ5勝5敗）
  - 1. 菊池康郎 ×-○ 宮沢吾朗（アマ定先）
  - 2. 西村修 ○-× 時本壱（アマ定先）
  - 3. 村松竜一 ×-○ 土井誠（アマ定先）
  - 4. 村上文祥 ○-× 彦坂直人（アマ定先）
  - 5. 金沢盛栄 ○-× 依田紀基（アマ定先）
  - 6. 三浦浩 ○-× 王銘琬（アマ定先）
  - 7. 青木英明 ×-○ 畠秀史（アマ定先）
  - 8. 松尾博文 ×-○ 石倉昇（アマ定先）
  - 9. 中園清三 ○-× 後藤俊午（アマ定先）
  - 10. 小松宣宏 ×-○ M.レドモンド（アマ定先）
- 1982年（アマ7勝3敗）
  - 1. 中園清三 ○-× 坂口隆三（アマ定先）
  - 2. 三浦浩 ○-× 楠光子（アマ定先）
  - 3. 金沢盛栄 ○-× 山下順源（アマ定先）
  - 4. 金藤兵蔵 ×-○ 郡寿男（アマ定先）
  - 5. 笠原知二 ×-○ 今村俊也（アマ定先）
  - 6. 金沢東栄 ○-× 芦田磯子（アマ定先）
  - 7. 青木義生 ○-× 梁川裕政（アマ定先）
  - 8. 吉村正之 ×-○ 小県真樹（アマ定先）
  - 9. 島田義邦 ○-× 高群徹朗（アマ定先）
  - 10. 吉崎久博 ○-× 森山直棋（アマ定先）

## 関連書籍
- 田村竜騎兵編『朝日アマ・プロ十傑戦 (上)(下)』大泉書店 1976年
- 田村竜騎兵編『朝日アマ十傑戦熱闘譜』大泉書店 1977年